# بریجواتر غربی (ماساچوست)
بریجواتر غربی، ماساچوست
بریجواتر غربی(به انگلیسی: West Bridgewater) شهرکی در شهرستان پلیموت ایالت ماساچوست می‌باشد که در سال ۱۸۲۲ بنیان‌گذاری شده‌است. این شهرک در سرشماری سال ۲۰۱۰ میلادی، ۶٬۹۱۶ نفر جمعیت داشته‌است.